# Durand (prince-évêque)
Pour les articles homonymes, voir Durand.
Durand fut prince-évêque de Liège de 1021 au 21 avril 1025. Il était originaire de Morialmé. Ancien serf, formé dans les écoles liégeoises, il a été remarqué par l'empereur Henri II et nommé par ce dernier.